# Dutchman Peak Lookout
Pour les articles homonymes, voir Dutchman.
Le Dutchman Peak Lookout est une tour de guet du comté de Jackson, en Oregon, dans l'ouest des États-Unis. Situé à 2 250 mètres d'altitude dans les monts Siskiyou, il est situé dans la forêt nationale de Rogue River-Siskiyou. Construit en 1927, il est inscrit au Registre national des lieux historiques depuis le 29 décembre 2000.